# Партия свободы и справедливости (Сербия)
Партия свободы и справедливости (серб. Странка слободе и правде; сокр. ССП) — проевропейская зелёная социал-демократическая политическая партия в Сербии, возглавляемая Драганом Джиласом.
Она была основана в апреле 2019 года в результате слияния Зеленой экологической партии и Сербских левых. С момента своего создания она зарекомендовала себя как крупная и наиболее важная оппозиционная политическая партия в Сербии после того, как возглавила два оппозиционных альянса: Союз за Сербию и Объединённую оппозицию Сербии.

## История

### Предыстория и основание
Предшественниками ССП были Зеленая экологическая партия и Сербские левые. Основным предшественником была Зеленая экологическая партия, основанная в 2008 году и возглавляемая Деяном Булатовичем. Она была одной из партий-учредителей «Гражданского блока 381», который был сформирован в 2018 году и возглавлялся Движением свободных граждан, хотя и вышла из альянса в ноябре 2018 года. Месяц спустя она присоединилась к Союзу за Сербию, который был сформирован вокруг Джиласа в сентябре 2018 года. Другой предшественник партии, «Сербские левые», был учреждены Борко Стефановичем в 2015 году после его выхода из Демократической партии.
В марте 2019 года Джилас объявил, что он договорился о воссоздании партии Булатовича под новым названием с собой в качестве президента, чтобы отказаться от процесса регистрации. Джилас ранее заявлял в декабре 2018 года, что у него нет планов «покупать» партию Булатовича из-за спекуляций в СМИ, возникших после того, как она присоединилась к «Союзу за Сербию». Учредительный съезд ССП состоялся 19 апреля 2019 года на котором Джилас был избран президентом, а Мариника Тепич, Стефанович и Булатович — вице-президентами.

## Идеология
Партия свободы и справедливости ориентируется на социал-демократию и зеленую политику. Она занимает левоцентристское положение в политическом спектре и поддерживает вступление Сербии в Европейский Союз.
Во время своего учредительного съезда Джилас объявил, что партия будет финансово ориентирована на экономическое процветание и образование, и что они не будут игнорировать политический статус Косово.

## Результаты выборов

### Парламентские выборы
| Выборы | Лидер          | Голоса              | %                   | # по местам | +/- | Коалиция      | Статус      |
| ------ | -------------- | ------------------- | ------------------- | ----------- | --- | ------------- | ----------- |
| 2019   | Драган Джилас  | Партия сформирована | Партия сформирована | 2 из 250    | ▲ 2 | SzS           | в оппозиции |
| 2020   | Драган Джилас  | Бойкот выборов      | Бойкот выборов      | 0 из 250    | ▼ 2 | SzS           | нет мест    |
| 2022   | Мариника Тепич |                     |                     | 0 из 250    |     | NS-DS-PSG-PZP |             |

### Президентские выборы
| Год  | Кандидат | # | 1-й тур | % | # | 2-й тур | % |
| ---- | -------- | - | ------- | - | - | ------- | - |
| 2022 |          |   |         |   |   |         |   |

### Провинциальные выборы
| Год  | Лидер         | Народное голосование | % голосов избирателей | # мест   | Смена места | Коалиции | Статус   |
| ---- | ------------- | -------------------- | --------------------- | -------- | ----------- | -------- | -------- |
| 2020 | Драган Джилас | Бойкот выборов       | Бойкот выборов        | 0 из 120 | -           | СзС      | нет мест |

### Комментарии
1. ↑  Тепич будет в бюллетене под номером 1